# 船瀬
船瀬（ふなせ）とは、船舶が波風を避けるために寄航するところである。

## 概要
自然の海岸地形を利用したり、防波堤を設置するなどして、風波を防いだ場所であり、泊（とまり）・津（つ）とほぼ同義語であるが、「造船瀬所」の語や、船瀬に稲を献上して昇叙されるといった例が散見されることより、津の人工的施設面を表に出した場合に称されることが多かったようである。
『続日本紀』には、天平神護3年（767年）、宗像深津とその妻竹生王が僧侶寿応の勧誘により、金埼船瀬（現在の福岡県宗像郡玄海町鐘崎に存在した）を築造したという記録があり、また同じ『続紀』には、光仁天皇の晩年の天応（781年）播磨国の住人である佐伯諸成が稲を造船瀬所に貢進したことで昇叙されたという記事が見え、桓武天皇の延暦8年（789年）12月に同じ播磨の住人である韓鍛首広富（からかぬち の おびと ひろとみ）が稲6万束を「水児船瀬」に献上し、同10年（791年）にも同じ「水児船瀬」に播磨の住人である出雲臣人麻呂（いずも の おみ ひとまろ）が稲を献上したという記事が見える。
『万葉集』には、笠金村が聖武天皇の播磨国印南野への行幸の際に詠んだ長歌・反歌に「船瀬ゆ見ゆる」・「名寸隅（なきすみ）の　船瀬の浜」という語句が見える。また、『行基年譜』には、「大輪田船息」・「神前船息」が見える。
地乗り航法であった古代において、夜間は船瀬などに船を停泊させており、船舶航行が公的な管理に置かれた令制では、船瀬の修理は「造船瀬使」や国司が自費で行った。9世紀以降は、修造費は船瀬を利用する船からの徴収や、水脚（みずし）に身役や役料を課してまかなう場合や、船瀬荘田（造船瀬料田）などに依存する場合もあったという。「造船瀬所」は公的な施設であったと思われるが、行基の例などにもより、民間の事業としても営まれていたと、松原弘宣『日本古代水上交通史の研究』（吉川弘文館、1985年）には記されている。